# Callopanchax monroviae
Callopanchax monroviae – gatunek tropikalnej, słodkowodnej ryby z rodziny Nothobranchiidae. 

## Występowanie
Południowa Liberia, dorzecza rzek Lofa, Mano i Saint Paul. Dorasta do 8,0 cm długości ciała.